# Сражение при Вильянди
Сражение при Вильянди — одно из ключевых сражений между немцами (во главе с Каупо) и эстами (во главе с Лембиту), произошедшее близ местечка Вильянди 21 сентября 1217 года, когда немцы пытались силой покорить Эстонию.
В зарубежной историографии — Сражение в день св. Матфея (эст. Madisepäeva lahing).

## Участники сражения
С одной стороны выступила коалиция из шести основных земель (маакондов) континентальной Эстонии: Рявала (Ревель), Ляэнемаа (Роталия у Генриха), Харьюмаа (Гариэн), Вирумаа (Вирония), Ярвамаа (Гервен) и Сакала. Только земля Уганди (Унгаврия) не участвовала в сражении: в 1215 году в ходе девятикратных рейдов крестоносцев и леттов её население было практически полностью истреблено, и с 1216 года она уже была подчинена немцам. Армия коалиции насчитывала около шести тысяч солдат. Эстонцы также рассчитывали на помощь русских войск, но они не приняли участия в сражении.
Со второй стороны (против эстов) выступила трёхтысячная ливонская армия, состоявшая из войск рижского епископа, крестоносцев графа Альберта из Голштинии, ордена меченосцев и ополчения латгалов (летов) и ливов.

## Сражение, итоги и его значение в истории
В ходе сражения крестоносцы нанесли эстам сокрушительное поражение. Суммарные потери коалиции составили почти 1 000 человек, не считая эстов, погибших, пытаясь скрыться в лесу. Немцам в качестве трофеев достались около двух тысяч боевых коней.
Эта победа германцев во многом предопределила дальнейшую судьбу Центральной и Южной Эстонии, которые в ближайшие два года были также покорены. Не случайно, в конце XIII века, автор средневековой Ливонской рифмованной хроники расценивал сражение как решающий эпизод в завоевании эстонских земель. Поэт писал, что после этого сражения эстов принудили платить церковную десятину, строить замки и церкви, хотя «редко делали это без принуждения господ и охотно избавились бы от этого бремени, даже если бы им пришлось терпеть муки ада».